# Shark Tale
Shark Tale (Nederlandse titel: Haaiensnaaier) is een Amerikaanse animatiefilm uit 2004, gemaakt door DreamWorks Animation. Dreamworks maakte onder andere ook de film Shrek en Shrek 2. 

## Verhaal
Oscar is een arme vis, die graag beroemd en rijk zou willen worden. Hij werkt bij een walvissen-wasstraat, de Whale Wash. Hij is vooral bezig met uitvogelen hoe hij snel geld kan verdienen. Lenny is een jonge haai, een vegetariër en een zeer gevoelig type, en de zoon van Don Lino, de 'godfather' van de familie. Oscar heeft op een dag een afspraak buiten de 'stad' en wordt daar achternagezeten door de haai Franky, een broer van Lenny. Omdat er een anker op het hoofd van Franky valt, weet hij te ontsnappen. Oscar noemt zichzelf een haaiendoder en wordt enorm beroemd. Lenny weet als enige hoe het echt in elkaar zit, maar zegt niets om zo uit de maffiafamilie te ontsnappen. Lenny laat zich blauw verven tot dolfijn en Oscar wordt verliefd op Lola, de mooiste vis van de stad. Maar uiteindelijk is hij alleen maar ongelukkig in al zijn rijkdom en ziet hij niet in dat hij eigenlijk bij Angie, een goede vriendin van hem, hoort. En als er een echte haai de stad in komt, moet hij bewijzen wat hij kan, namelijk helemaal niets...

## Rolverdeling
| Personage       | Engelse stem      | Nederlandse stem         | Vlaamse stem |
| --------------- | ----------------- | ------------------------ | --- |
| Oscar           | Will Smith        | Edwin Jonker             | Hans Van Cauwenberghe |
| Lenny           | Jack Black        | Rolf Koster              | Stany Crets |
| Don Lino        | Robert De Niro    | Gijs Scholten van Aschat | David Davidse |
| Angie           | Renée Zellweger   | Thekla Reuten            | Anik Vandercruyssen (als Antje) |
| Lola            | Angelina Jolie    | Tanja Jess               | Gerdy Swennen |
| Sykes           | Martin Scorsese   | Jan Nonhof               | Chris Van den Durpel |
| Ernie           | Ziggy Marley      | Roué Verveer             | Koen Van Impe (als Eddy) |
| Bernie          | Doug E. Doug      | Rogier Komproe           | Bodé Owa (als Freddy) |
| Frankie         | Michael Imperioli | Fred Delfgaauw           | Vic De Wachter |
| Don Feinberg    | Peter Falk        |                          | |
| Overige stemmen |                   |                          | Anke Helsen, Bavo Smets, Bosse Provoorst, Dany Deprez, David Verbeeck, Dirk Denoyelle, Hans Royaards, Jaak Pijpen, Jan Blieck, Jotka Bauwens, Karina Mertens, Marco Primo, Tom Vander Hulst |

## Muziek
De muziek uit de film werd uitgebracht op de Shark Tale Motion Picture Soundtrack en bevat de volgende nummers:
1. Three Little Birds - Sean Paul & Ziggy Marley (3:36)
2. Car Wash (Shark Tale Mix) - Christina Aguilera & Missy Elliott (3:49)
3. Good Foot - Justin Timberlake & Timbaland (3:56)
4. Secret Love - Jojo Garza (3:59)
5. Lies & Rumors - D12 (4:20)
6. Got To Be Real - Mary J. Blige & Will Smith (3:33)
7. Can't Wait - Avant (3:43)
8. Gold Digger - Ludacris, Bobby V. & Lil' Fate (3:47)
9. Get It Together - India.Arie (4:54)
10. We Went As Far As We Feit Like Going - The Pussycat Dolls (3:51)
11. Digits - Fan 3 (3:41)
12. Sweet Kind of Life - Cheryl Lynn (3:59)
13. Some Of My Best Friends Are Sharks - Hans Zimmer (3:25)